# The Hemp Museum
The Hemp Museum — другий студійний альбом американського репера B-Legit, виданий лейблами Jive Records та Sick Wid It Records 26 листопада 1996 р.. Виконавчий продюсер: B-Legit. Платівка посіла 15-ту сходинку чарту Top R&B/Hip-Hop Albums та 55-те місце чарту Billboard 200.
У записі альбому взяли участь Kurupt, C-Bo, E-40 та ін. На «Check It Out» і «Ghetto Smile» існують відеокліпи. Останнє відео випустили для реклами саундтреку фільму 1997 р. «Небезпечна земля» (англ. «Dangerous Ground»).

## Список пісень
| #   | Назва                                                         | Продюсер(и)                                 | Тривалість |
| --- | ------------------------------------------------------------- | ------------------------------------------- | ---------- |
| 1.  | «Intro»                                                       | Studio Ton                                  | 1:14       |
| 2.  | «City 2 City» (з участю Levitti)                              | Studio Ton                                  | 3:49       |
| 3.  | «For So Long»                                                 | Mike Mosley; Femi Ojetunde (співпрод.)      | 4:42       |
| 4.  | «Check It Out» (з участю E-40 та Kurupt)                      | Studio Ton                                  | 5:20       |
| 5.  | «Gotta Buy Your Dope from Us» (з участю C-Bo та Little Bruce) | Redwine, Kevin Gardner                      | 3:48       |
| 6.  | «The Hemp Museum» (з участю Suga-T)                           | Femi Ojetunde, Emgee                        | 4:03       |
| 7.  | «Neva Bite» (з участю The Mossie)                             | Studio Ton                                  | 4:39       |
| 8.  | «Ghetto Smile» (з участю Daryl Hall)                          | Redwine, Kevin Gardner; B-Legit (співпрод.) | 4:15       |
| 9.  | «Don't Do It» (Interlude)                                     |                                             | 0:18       |
| 10. | «Can My Nine Get Ate» (з участю Mac Shawn)                    | Studio Ton                                  | 4:15       |
| 11. | «Niggaz Get They Wig Split» (з участю Celly Cel та C-Bo)      | Mike Mosley                                 | 4:08       |
| 12. | «Rollin' wit Hustlers» (з участю Harm)                        | Tone Capone                                 | 3:56       |
| 13. | «Get's Down Like That» (з участю A-1)                         | B-Legit$ K-Lou (співпрод.)                  | 5:07       |
| 14. | «D-Boy Blues» (з участю Levitti)                              | Studio Ton                                  | 4:23       |
| 15. | «My Flow of Cash» (з участю Funk Mobb)                        | Funk Daddy                                  | 3:51       |

## Семпли
Ghetto Smile
- «Sara Smile» у виконанні Hall & Oates

Gotta Buy Dope from Us
- «Another One Bites the Dust» у виконанні Queen

## Чартові позиції
| Чарт (1996)               | Найвища позиція |
| ------------------------- | --------------- |
| США                       | 55              |
| US Top R&B/Hip-Hop Albums | 15              |